# حارة علي عنتر (الشيخ عثمان)
حارة علي عنتر هي إحدى حارات حي أول مايو الواقع بمديرية الشيخ عثمان التابعة لمحافظة عدن، بلغ تعداد سكانها 4105 نسمة حسب تعداد اليمن لعام 2004.